# Ботешть (комуна)
Ботешть, Ботешті (рум. Botești) — комуна у повіті Нямц в Румунії. До складу комуни входять такі села (дані про населення за 2002 рік):
- Бартічешть (1945 осіб)
- Ботешть (503 особи) — адміністративний центр комуни
- Нісіпорешть (2252 особи)

Комуна розташована на відстані 295 км на північ від Бухареста, 31 км на північний схід від П'ятра-Нямца, 64 км на захід від Ясс.

## Населення
За даними перепису населення 2002 року у комуні проживали 6332 особи.
Національний склад населення комуни:
| Національність | Кількість осіб | Відсоток |
| -------------- | -------------- | -------- |
| румуни         | 6027           | 95,2%    |
| цигани         | 298            | 4,7%     |
| італійці       | 6              | 0,1%     |
| турки          | 1              | < 0,1%   |

Рідною мовою назвали:
| Мова       | Кількість осіб | Відсоток |
| ---------- | -------------- | -------- |
| румунська  | 6305           | 99,6%    |
| циганська  | 20             | 0,3%     |
| італійська | 6              | 0,1%     |
| турецька   | 1              | < 0,1%   |

Склад населення комуни за віросповіданням:
| Релігія       | Кількість осіб | Відсоток |
| ------------- | -------------- | -------- |
| римо-католики | 4248           | 67,1%    |
| православні   | 2077           | 32,8%    |
| бретрени      | 4              | 0,1%     |
| адвентисти    | 1              | < 0,1%   |
| мусульмани    | 1              | < 0,1%   |
| не релігійні  | 1              | < 0,1%   |